# Modă punk
Moda punk a fost o manifestare stilistică conectată cu muzica punk rock și reprezentanșii ei. Din punct de vedere stilistic, moda punk înseamnă: multe lanțuri și fermoare, geci de piele, colanți colorați sau găuriți, curele low-rise, mâneci din plasă, frizuri excentrice ca mohawk-urile și colorit neon. Moda punk a apărut în anii 1970 și a fost influențată de subculturi și mișcări artistice cum ar fi glam rock, skinheads sau greasers. La rândul ei, moda punk a influențat aceste mișcări artistice precum și cultura populară. Hainele din acestă modă erau purtate și pentru a transmite mesaje de protest.
Moda punk a fost comercializată și creatori de modă cunoscuți precum Zandra Rhodes, Thierry Mugler, Jean Paul Gaultier, Stephen Sprouse, și Anna Sui au folosit elemente punk în colecțiile lor. Prima apariție a modei cu elemente punk în magazinele de modă a avut loc în 1976. Lucrările pe care designerul  Vivienne Westwood le-a realizat la mijlocul anilor 1970 au inovat modul în care se prezentau trupele de punk din Marea Britanie. Ea a realizat costumele de scenă pentru Sex Pistols  și împreună cu Malcom McLaren a lansat magazinele de haine în stil punk  Sex și Seditionaries.

## Moda punk în România
Moda punk era  cunoscută de către tinerii din România în anii 1980, mai ales în marile orașe precum București, Timișoara, Oradea, Arad. Conform unor rapoarte ale Securității care monitoriza activitatea tinerilor adepți ai mișcării punk, denumiți și "noul val", grupurile de tineri care ieșeau în evidență prin ținuta  și atitudinea lor erau considerate suspecte și se încerca destrămarea lor.